# Ichthyodes pseudosybroides
Ichthyodes pseudosybroides là một loài bọ cánh cứng trong họ Cerambycidae.